# Maja Sokač
Maja Sokač, née Maja Zebić le 31 mai 1982 à Split, est une handballeuse internationale croate. 
En 2013, elle rejoint le Vardar Skopje

## Résultats

### En club
Compétition internationales
- Finaliste de la Coupe Challenge (C4) en 2001

Compétition nationales
- Championnat de Croatie en 2005, 2006, 2007, 2008, 2009, 2010 et 2011
- Coupe de Croatie en 2005, 2006, 2007, 2008, 2009, 2010 et 2011
- Championnat d'Espagne en 2012

### En équipe nationale
- 7e place au Championnat du monde 2006
- 9e place au Championnat du monde 2007
- 6e place au Championnat du monde 2008
- 9e place au Championnat du monde 2010
- 7e place au Championnat du monde 2011
- 7e place aux Jeux olympiques 2012 à Londres
- 13e place au Championnat du monde 2012
- 13e place au Championnat du monde 2014